# Dendrophryniscus krausei
Dendrophryniscus krausei är en groddjursart som beskrevs av Cruz och Luciana Ardenghi Fusinatto 2008. Dendrophryniscus krausei ingår i släktet Dendrophryniscus och familjen paddor. Inga underarter finns listade i Catalogue of Life.